# Moto Racer 2
Moto Racer 2 é o segundo jogo da série Moto Racer, lançado em 31 de agosto de 1998 para PlayStation, e em 30 de novembro de 1998 para computador. Foi desenvolvido pela Delphine Software International, e lançado pela Electronic Arts. Seu antecessor é o jogo Moto Racer e seu sucessor é o jogo Moto Racer 3. Em relação à versão anterior, possui maior variedade de pistas que sua versão anterior, incluindo tanto motos estilo cross quanto motos speedy. Outra inovação foi a incorporação de um editor de pistas.

## Recepção
O jogo foi muito bem recebido, obtendo um escore de 82.10% na versão para PlayStation, e 72.04% na versão para Microsoft Windows no site Game Rankings.